# Innisfil
Innisfil es un pueblo canadiense situado en la provincia de Ontario.

## Superficie
Innisfil tiene una superficie de 262,39 km².

## Demografía
En 2021, tenía 43 326 habitantes, una densidad poblacional de 165,1 hab./km², y 17 528 viviendas.